# Stenomacrus bispinus
Stenomacrus bispinus là một loài tò vò trong họ Ichneumonidae.